# Raúl Araiza
Raúl Araiza Herrera (* 14. November 1964 in Mexiko-Stadt) ist ein mexikanischer Schauspieler.

## Leben
Raúl Araiza studierte Schauspiel am Centro de Educación Artística  von Televisa. Er ist verheiratet und hat 2 Töchter. Sein Bruder, seine Mutter und sein Vater sind ebenfalls Schauspieler.

## Filmografie
| Spielfilme - 1984: El sinvergüenza - 1988: Don’t Panic - 1988: Día de muertos - 1988: El placer de la venganza - 1988: The Blue Iguana - 1989: Giron de niebla - 1989: Pesadilla sin fin - 1990: Asesino silencioso - 1990: Venganza diabólica - 1990: Viernes trágico - 1991: El regreso de la muerte - 1991: Hacer el amor con otro - 1991: Orgia de sangre - 1991: Sólo para audaces - 1991: Un hombre despiadado - 1992: Modelo antiguo - 1992: Persecución mortal - 1992: Relaciones violentas - 1992: Supervivencia - 1993: Contrabando de esmeraldas - 1993: En espera de la muerte - 1993: Hades, vida después de la muerte | Fortsetzung - 1993: Juventud en drogas - 1993: Los temerarios - 1994: Duelo final - 1994: Seducción judicial - 1995: Altos instintos - 1995: Viva San Isidro - 1995: Mujeres infieles - 1996: Bonita - 1997: Abuso en el rancho - 1997: Amor en tiempos de coca - 1997: Destino traidor - 1997: Fuga de almoloya - 1998: Carros robados - 1998: Con mis propias manos - 1998: El último narco del cartel de Juárez - 1998: Loco corazón - 1999: A medias tintas - 1999: Cholos malditos - 1999: Cómplices criminales - 2000: Religion, la fuerza de la costumbre - 2001: Soy un hijo de la madrugada - 2004: Mi verdad | Fernsehen - 1975: El milagro de vivir - 1984: La traición - 1987: Senda de gloria - 1988: Nuevo amanecer - 1989: Las grandes aguas - 1991: Al filo de la muerte - 1991: Cadenas de amargura - 1995: Mujer, casos de la vida real - 1995: Retrato de familia - 1996: Azul - 1996: La culpa - 1997: María Isabel - 1998: Gotita de amor - 2000: Locura de amor - 2001: El derecho de nacer - 2001: El juego de la vida - 2003: Clap El lugar de tus sueños - 2004: Cancionera - 2005: Contra viento y marea - 2006: Duelo de pasiones - 2007: Amor mío - 2009: Un gancho al corazón | als Fernsehmoderator - 2008–2011: Hoy - 2009–2011: Miembros al aire - 2009–2010: Yoo sí vooy - 2010: TV Millones |

## Auszeichnungen
- Premios TvyNovelas, 2010, 1992